# Seleção Italiana de Polo Aquático Masculino
A Seleção Italiana de Polo Aquático Masculino representa a Itália em competições internacionais de polo aquático.

## Títulos
- Jogos Olímpicos (3): 1948, 1960 e 1992
- Campeonato Mundial (4): 1978, 1994, 2011 e 2019
- Campeonato Europeu (3): 1947, 1993 e 1995
- Jogos do Mediterrâneo (6): 1955, 1963, 1975, 1987, 1991 e 1993

## Ligações Externas
- Sitio Oficial (em italiano)